# چاپل-کولونگا
چاپل-کولونگا (به لهستانی:  Czaple-Kolonia) یک روستا در لهستان است که در گمینا رپکی واقع شده‌است.